# Polymerasen
Polymerasen sind in allen Lebewesen vorkommende Enzyme, die die Polymerisation von Nukleotiden, den Grundbausteinen der Nukleinsäure, katalysieren. Ihre Funktion ist notwendig für die Vermehrung der Erbinformation (DNA) im Prozess der Replikation, einer Voraussetzung für die Zellteilung. Des Weiteren sind sie notwendig für die ersten Schritte der Proteinbiosynthese, der Herstellung von Proteinen in der Zelle. 
Polymerasen stellen die Nukleinsäuren DNA oder RNA her. Sie verknüpfen hierfür in einer bestimmten Reihenfolge Nukleotide zu einer Nukleinsäurekette. Diese Reihenfolge ist in der Regel durch eine andere Nukleinsäure vorgegeben, die als Vorlage (Matrize) genutzt wird. Je nach Art der Vorlage und des Produkts (RNA oder DNA) unterscheidet man die folgenden Polymerasen:
| Typ                          | Kürzel | Vorlage → Produkt | Funktion                          |
| ---------------------------- | ------ | ----------------- | --------------------------------- |
| DNA-abhängige DNA-Polymerase | DDDP   | DNA → DNA         | Replikation                       |
| RNA-abhängige DNA-Polymerase | RDDP   | RNA → DNA         | Reverse Transkription             |
| DNA-abhängige RNA-Polymerase | DDRP   | DNA → RNA         | Transkription                     |
| RNA-abhängige RNA-Polymerase | RDRP   | RNA → RNA         | Replikation von manchen RNA-Viren |
| unabhängige RNA-Polymerase   |        | → RNA             |                                   |
| unabhängige DNA-Polymerase   |        | → DNA             |                                   |

## Beispiele
Ein Beispiel für RNA-Polymerasen, die ohne Vorlage (Template) arbeitet, sind Poly(A)-RNA-Polymerasen (PAP), die den Poly-A-Schwanz an mRNA-Moleküle anbauen. Die Desoxyribonukleotidyltransferase (TdT) ist eine Vorlagen-unabhängige DNA-Polymerase.